# Shackleton (ort)
Shackleton är en ort i Australien. Den ligger i kommunen Bruce Rock och delstaten Western Australia, omkring 190 kilometer öster om delstatshuvudstaden Perth. Antalet invånare är 142.
Trakten runt Shackleton är nära nog obefolkad, med mindre än två invånare per kvadratkilometer.. Shackleton är det största samhället i trakten. 
Trakten runt Shackleton består till största delen av jordbruksmark. Genomsnittlig årsnederbörd är 412 millimeter. Den regnigaste månaden är september, med i genomsnitt 53 mm nederbörd, och den torraste är december, med 14 mm nederbörd.